# Xenochalepus robiniae
Xenochalepus robiniae är en skalbaggsart som beskrevs av Butte 1968. Xenochalepus robiniae ingår i släktet Xenochalepus och familjen bladbaggar. Inga underarter finns listade i Catalogue of Life.